# Catedral de la Inmaculada Concepción (Kansas City)
La Catedral de la Inmaculada Concepción  (en inglés: Cathedral of the Immaculate Conception) Es una catedral católica en Kansas City, Missouri, Estados Unidos. Junto con la Catedral de San José es la sede de la diócesis de Kansas City-Saint Joseph. Es una propiedad que contribuye en el vecindario de Quality Hill, que aparece en el Registro Nacional de Lugares Históricos de Estados Unidos.
El Rev. Benedict Roux llegó a Kansas City en 1833. Dos años más tarde construyó una iglesia de troncos en la Undécima y Broadway que se llamó San Juan Francisco Regis (St. John Francis Regis). De 1845 a 1880 la parroquia fue servida por el Rev. Bernard Donnelly que era un sacerdote que se movía en varias parroquias. Él tenía una iglesia del ladrillo construida en 1857 que fue nombrada "Inmaculada Concepción".
La diócesis de Kansas City fue establecida por el Papa León XIII en 1880. El obispo John Joseph Hogan eligió la Inmaculada Concepción como la catedral de la nueva diócesis y colocó la primera piedra de la actual catedral en 1882.

## Véase también

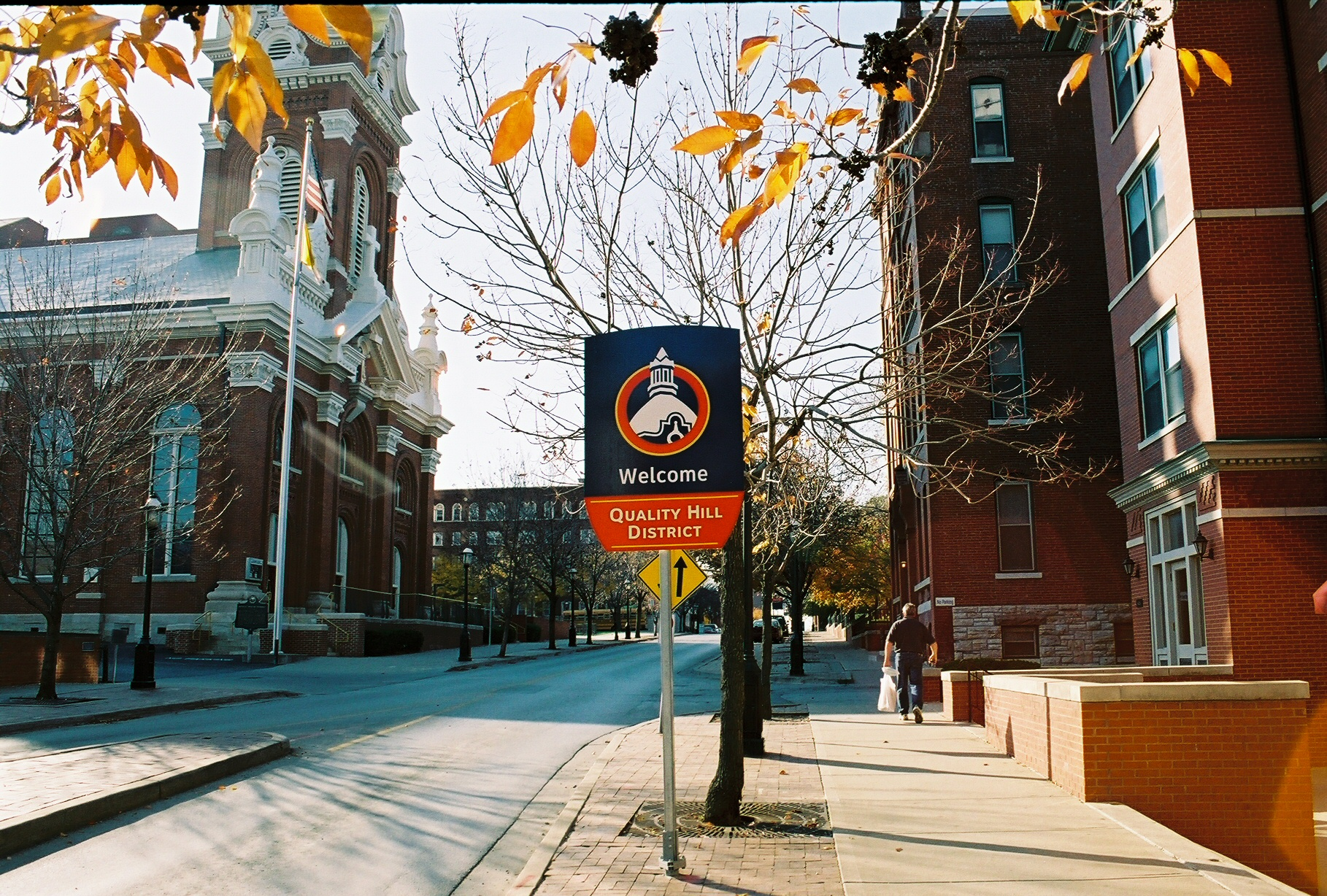
Otra vista del templo